# Sioux Falls
Sioux Falls (engelskt uttal: [ˌsuː ˈfɔːlz]) är en stad (city) i Minnehaha County och Lincoln County i delstaten South Dakota i USA. Den är delstatens största stad, med 192 517 invånare (2020). Staden är belägen i den sydöstra delen av South Dakota vid Big Sioux River, nära gränsen till Minnesota och Iowa.

## Historia
Staden har fått sitt namn efter vattenfall i floden Big Sioux River. År 1856 organiserades två separata bolag för att kolonisera territoriet kring nuvarande Sioux Falls, nämligen The Dakota Land Company of St. Paul och The Western Town Company of Dubuque, Iowa. Den tidiga kolonin, som först befolkades 1857, övergavs 1862 i samband med The Dakota War. Den plundrade kolonin togs åter i besittning 1865 av militären, som grundlade en befästning under namnet "Fort Dakota". Kolonisatörerna återvände till Sioux Falls, och när järnvägen nådde orten 1878 resulterade det i en kraftig befolkningstillväxt. Sioux Falls erhöll stadsrättigheter 1883.

## Geografi
Sioux Falls ligger på norra delen av den amerikanska prärien, och är administrativ huvudort (county seat) i Minnehaha County. Enligt United States Census Bureau täcker staden en yta på 206,24 km², varav 1,41 km² utgörs av vatten.

## Demografi
Vid folkräkningen 2020 hade Sioux Falls 192 517 invånare och 76 996 hushåll. Befolkningstätheten var 940 invånare per kvadratkilometer. Av befolkningen var 79,03 % vita, 6,33 % svarta/afroamerikaner, 2,74 % ursprungsamerikaner, 2,76 % asiater, 0,04 % oceanier, 2,95 % från andra raser samt 6,15 % från två eller flera raser. 6,37 % av befolkningen var latinamerikaner.

## Ekonomi
De största industriarbetsgivarna i staden är verksamma i livsmedelsindustrin. South Dakota Air National Guard har en bas i staden. Närheten till Iowa har gett detaljhandeln i Sioux Falls ett värdefullt tillskott, inte minst under den långa tid när alkoholförsäljning varit förbjuden i Iowa. I stadens närhet finns delstatens största flygplats, Sioux Falls Regional Airport. Idag stannar inga passagerartåg i Sioux Falls. Resenärer kan dock ta sig till staden med de stora bussbolagen.

## Kultur
En beräkning från 2019 visar att en stor andel av stadens befolkning har sitt ursprung i Tyskland och Norge, 35,1 % respektive 15,7 %. Den lutherska kyrkan är stark här, representerad även av Augustana College, ett privat och halvkonfessionellt universitet för undergraduate studie (till kandidatnivå, ej längre). Fullständigt universitet finns närmast i staden Vermillion, några mil söderut. I Sioux Falls finns även ett välbevarat museum för ursprungsbefolkningens historia.